# Lave jezik
Lave jezik (brao, braou, brau, brou, laveh, love, proue, rawe; ISO 639-3: brb), bahnarski jezik podskupine brao-kravet, kojim govori preko 21 000 ljudi u tri države. Većina govornika živi u Laosu (12 800; 1984), u provinciji Attopeu; 7 970 u Kambodži (2006 Rat PDP) u provinciji Ratanakiri, napose uz rijeku Sesan u distriktu Ta Veaeng; i svega 310 u Vijetnamu (1999 popis) u provinciji Kon Tum.
Piše se pismima lao i latinicom. Srodni su mu kru’ng 2 [krr], kavet [krv] i sou [sqq]. Dijalekt: palau.

## Vanjske poveznice
- Ethnologue (14th)
- Ethnologue (15th)